# ファスター (映画)
ファスター（Faster）は MotoGP（ロードレース世界選手権）を題材にした2003年のドキュメンタリー映画。マーク・ニール監督の下、2001年から2002年にかけて撮影された。撮影はミュージック・ビデオ出身のグラント・ジー、ナレーターはユアン・マクレガー。日本では2005年9月10日劇場公開。

## 概要
24人のライダーにより、5つの大陸の16のサーキットで争われるロードレースの最高峰、MotoGPが作品の舞台。王者バレンティーノ・ロッシとマックス・ビアッジの確執、怪我に苦しむベテランライダーのギャリー・マッコイ、若きアメリカンライダーのジョン・ホプキンスらにスポットライトを当てている。また、ミック・ドゥーハン、ケビン・シュワンツ、ウェイン・レイニー、ケニー・ロバーツ、バリー・シーンら往年のワールドチャンピオンへのインタビューもおこなっている。
MotoGPの興行権を持つドルナ・スポーツの協力の下、ロサンゼルスの Spark Productions により制作された。2003年のカンヌ映画祭でプレミア上映された。

### 主な登場ライダー
- マックス・ビアッジ
- ロリス・カピロッシ
- カルロス・チェカ
- ミック・ドゥーハン
- コーリン・エドワーズ
- 芳賀紀行
- ニッキー・ヘイデン
- ジョン・ホプキンス
- エディ・ローソン
- ランディ・マモラ
- ギャリー・マッコイ
- 中野真矢
- ケニー・ロバーツ
- ウェイン・レイニー
- バレンティーノ・ロッシ
- ケビン・シュワンツ
- バリー・シーン

## DVD版
2枚組パッケージで2004年11月16日に発売された。映画本編に加え、実際のレースでのオンボードカメラ映像、本編の後の2003年から2004年シーズン序盤を追った短編作品「FASTER＆FASTER」等が収録されている。日本語字幕版は2005年12月22日に発売。